# Lophozia silvicola
Lophozia silvicola là một loài Rêu trong họ Jungermanniaceae. Loài này được H. Buch mô tả khoa học đầu tiên năm 1929.